# Férfi 3 méteres szinkronugrás a 2017. évi nyári universiadén
A 2017. évi nyári universiadén a műugrás férfi szinkron 3 méteres versenyszámát augusztus 25-én rendezték a University of Taipei (Tianmu) Shih-hsin Hallban.
A viadalt az orosz Ilja Zaharov, Jevgenyij Kuznyecov kettős nyerte, miután hat ugrást követően 428,07 ponttal zártak. A második helyen a dél-koreai U Haram (Woo Ha-ram), Kim Jongnam (Kim Yeong-nam) duó végzett, míg a bronzérem az olaszoké lett, Gabriele Auberé és Lorenzo Marsagliáé.

## Versenynaptár
Az időpontok helyi idő szerint olvashatóak (GMT +08:00):
| Dátum                       | Időpont | Forduló |
| --------------------------- | ------- | ------- |
| 2017. augusztus 25., péntek | 16:00   | Döntő   |

## Eredmény
| #  | Ország        | Név                                                | Pontok |
| -- | ------------- | -------------------------------------------------- | ------ |
|    | Oroszország   | Ilja Zaharov / Jevgenyij Kuznyecov                 | 428,07 |
|    | Dél-Korea     | U Haram (Woo Ha-ram) / Kim Jongnam (Kim Yeong-nam) | 417,93 |
|    | Olaszország   | Gabriele Auber / Lorenzo Marsaglia                 | 387,12 |
| 4  | Ukrajna       | Olekszandr Horskovozov / Oleg Kologyij             | 383,79 |
| 5  | USA           | Dashiell Enos / Henry Fusaro                       | 383,46 |
| 6  | Mexikó        | Adan Zúñiga Ornelas / Rodrigo Diego López          | 383,37 |
| 7  | Lengyelország | Andrzej Rzeszutek / Kacper Lesiak                  | 353,40 |
| 8  | Németország   | Frithjof Seidel / Nico Rene Herzog                 | 348,18 |
| 9  | Svájc         | Simon Rieckhoff / Jonathan Alexan Suckow           | 341,34 |
| 10 | Makaó         | Leong Kam Cheong / Tang Hio Fong                   | 260,82 |